# سزیم-۱۳۷
سزیم-۱۳۷ (137
55Cs) یا رادیوسزیم، یک ایزوتوپ رادیواکتیو سزیم است که به عنوان یکی از محصولات بیشتر شناخته شده شکافت هسته ای اورانیم-۲۳۵ و دیگر ایزوتوپهای قابل شکافت در راکتورهای هسته ای و سلاح‌های هسته ای تشکیل می‌شود. این ایزوتوپ یکی از مشکل سازترین محصولات شکافت با عمر کوتاه تا متوسط است چرا که به راحتی حرکت می‌کند و در طبیعت به دلیل حلالیت زیاد متداول‌ترین ترکیبات شیمیایی سزیم در آب یعنی نمکها، گسترش می‌یابد.

## واپاشی

طرح واپاشی سزیم-۱۳۷ که نیمه عمر، نوکلئوتیدهای دختر و انواع و نسبت انتشار پرتو منتشرشده را نشان می‌دهد

سزیم-۱۳۷ دارای نیمه عمری حدود ۳۰٫۱۷ سال است. دربارهٔ ۹۴٫۶٪ آن با واپاشی بتا به یک ایزومر اتمی شبه پایدار باریم واپاشیده می‌شود: باریم-۱۳۷ام (137mBa، باریم-۱۳۷ام). باقی مانده به‌طور مستقیم باریم-۱۳۷ را جذب می‌کند که پایدار است. باریم-۱۳۷ام نیمه عمر حدود ۱۵۳ ثانیه دارد و عامل تمام انتشارات اشعه گاما در نمونه‌های سزیم-۱۳۷ است. باریم فراپایدار با انتشار اشعه گاما با انرژی ۰٫۶۶۱۷ مگاالکترون ولت فرو می‌ریزد. به‌طور کلی ۸۵٫۱ درصد از واپاشی سزیم-۱۳۷ منجر به انتشار پرتو گاما به این شیوه می‌شود. یک گرم سزیم-۱۳۷ دارای فعالیت ۳٫۲۱۵ ترا بکرل (TBq) است.
اوج اصلی فوتون باریم-۱۳۷ام برابر ۶۶۲ کیلوالکترون ولت است